# Fédération roumaine de rugby à XV
Pour les articles homonymes, voir FRR.
La Fédération roumaine de rugby à XV ou FRR (en roumain, Federația Română de Rugby ou FRR) est une organisation membre de l'International Rugby Board (IRB) qui régit l'organisation du rugby à XV en Roumanie.
Elle regroupe les fédérations provinciales, les clubs, les associations, les sportifs, les entraîneurs, les arbitres, pour contribuer à la pratique et au développement du rugby dans tout le territoire roumain.

## Historique
L'équipe de Roumanie de rugby à XV rivalise avec les grandes nations européennes jusqu'à la fin des années 1980. Pourquoi ? 
Napoléon III avait contribué, par sa diplomatie, à la reconnaissance par les États d'Europe de la Roumanie. Depuis, Bucarest n'a qu'une ambition : être le Paris du pays du Danube. Et comment y parvenir mieux qu'en envoyant à Paris, au début du XXe siècle, des étudiants ?
Ces étudiants roumains découvrent un jeu nouveau, en plein essor : le rugby à XV. Ils l'exportent chez leurs compatriotes. Produit « Made in France », le rugby est très populaire. En 1915, naît le Stadiul Roman, rejeton du Stade français : même recrutement lycéen, mêmes couleurs de maillot, mêmes structures omnisports avec le rugby au centre. 
Le rugby naît à Bucarest, il y sera longtemps pratiqué modestement mais résolument. En 1924, une première victoire est acquise face à la Pologne. Avant-guerre, Roumains et Français s'affrontent à deux reprises: en 1924 également, à Colombes, lors des Jeux olympiques, puis quatorze ans plus tard en 1938 à Bucarest. Les capitaines roumains sont alors le trois-quarts centre Nicolae Maresco en 1924, puis le troisième ligne aile Constantin Turut en 1938 (les troisième et quatrième match n'auront lieu qu'en 1957 entre les deux pays, sous le capitanat du demi de mêlée Dumitru Ionescu dit Titi -fait incroyable, ce joueur avait déjà joué contre l'Italie 23 années auparavant en 1934. En 1939, un club provincial existe (la formation des usines d'aviation de Brasov), pour les dix-sept autres clubs tous implantés dans la capitale. En 1945, les structures du rugby sont modifiées, les clubs deviennent officiellement corporatistes. L'État permettra au rugby de partir à la conquête de la province. Des progrès significatifs sont enregistrés, avec à la clé quelques succès internationaux. De 1960 à 1963, sous le capitanat du troisième ligne aile Viorel Moraru, la Roumanie obtient même une série de quatre matchs sans défaite face aux Français… alors que ces derniers ont obtenu quant à eux une série de quatre victoires dans le tournoi des cinq nations de 1959 à 1962 ! Les nations britanniques accordèrent la cape aux joueurs appelés à affronter la Roumanie seulement à partir de 1983. 
Au début des années 1980, le pays compte 13 000 joueurs. 
Mais le régime du dictateur Nicolae Ceaușescu plonge la Roumanie dans une crise épouvantable, qui provoque la stagnation et la régression du rugby national. Les résultats tournent au désastre. La révolution de 1989 a coûté cher en vies humaines au rugby roumain. 
Depuis, l'équipe roumaine tente de relever la tête et de se refaire une place dans le circuit du rugby international. Mais les meilleurs joueurs ont quitté le pays, généralement pour la France, et il est bien difficile à l'équipe nationale de se reconstruire, même si elle a participé à toutes les coupes du monde depuis la création de l'épreuve en 1987.
La FRR a rejoint l'International Rugby Board (IRB) en 1987 quand la Roumanie est invitée à disputer la première édition de la coupe du monde.
En 1995 la première rencontre de la Coupe d'Europe de rugby à XV a lieu en Roumanie avec une rencontre Toulouse - Farul Constanța.
Le championnat européen des Nations permet en 2000 à la Roumanie d'avoir une compétition où elle joue régulièrement sur le plan international. 
L'équipe nationale perd contre l'Angleterre sur un score de 138-0 en 2001, le Dinamo Bucarest s'incline pour sa part 151-0 contre Saracens dans le cadre du Challenge européen de rugby à XV. 
Bucarest Rugby a depuis été mis en place en Roumanie pour représenter le rugby roumain dans les compétitions européennes depuis 2004.

## Liste des présidents[2]
| Commission de Football Rugby : - Grigore Caracostea (1913-1932) Fédération Roumaine de Rugby : - Grigore Caracostea (1932-1940) Directeur du Rugby : - Petrescu C. Ion (1941-1942) Fédération Roumaine de Rugby : - Nicolae Crisovelloni (1942-1944) Fédération Roumaine de Handball et de Rugby : - Tanasescu Dumitru (1942) Fédération Roumaine d'Athlétisme, de Handball et de Rugby : - Virgil Ioan (1942) Fédération Roumaine de Rugby : - Nicolae Crisovelloni (1942-1943) - Șerban Ghica (1943-1944) | - Puia Volvoreanu (1945-1946) - Ascano Damian (1946) - Paul Nedelcovici (1947) - Mihai Ioan Nicolau (1947-1953) - Grigore Preoteasa (1953-1956) - Emil Drăgănecu (1956-1971) - Constantin Burada (1971-1977) - Emil Drăgănecu (1977-1982) - Constantin Burada (1982-1986) - Marin Cristea (1986-1989) - Emil Ghibu (1989-1990) - Mihai Nicolescu (1990) - Viorel Morariu (1990-1998) - Dumitru Mihalache (1998-2001) - Octavian Morariu (2001-2004) - George Straton (2004-2009) - Alin Petrache (2009-...) |